# Richard Pánik
Richard Pánik (* 7. Februar 1991 in Martin, Tschechoslowakei) ist ein slowakischer Eishockeyspieler, der zuletzt bis zum Ende der Saison 2024/25 bei Lokomotive Jaroslawl aus der Kontinentalen Hockey-Liga (KHL) unter Vertrag gestanden und dort auf der Position des rechten Flügelstürmers gespielt hat. Zuvor war Pánik unter anderem für die Toronto Maple Leafs, Tampa Bay Lightning, Chicago Blackhawks, Arizona Coyotes, Washington Capitals, Detroit Red Wings und New York Islanders in der National Hockey League (NHL) aktiv.

## Karriere

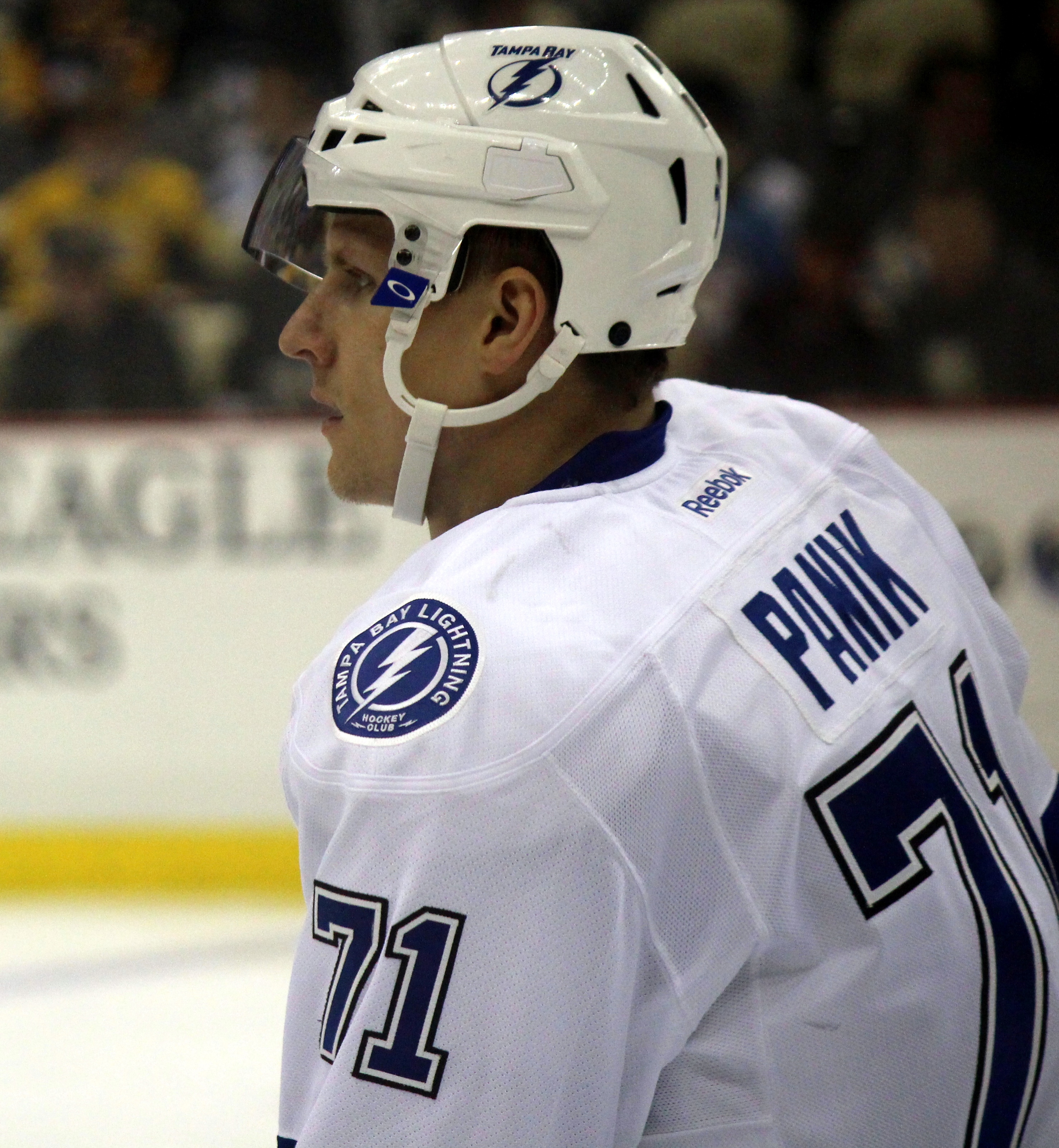
Pánik im Trikot der Tampa Bay Lightning (2014)

Richard Pánik begann seine Karriere als Eishockeyspieler in seiner Heimatstadt in der Nachwuchsabteilung des MHC Martin, in der er bis 2006 aktiv war. Anschließend wechselte er in die Nachwuchsabteilung des HC Oceláři Třinec, für dessen Profimannschaft er von 2007 bis 2009 in der tschechischen Extraliga auf dem Eis stand. Anschließend wurde der Flügelspieler im KHL Junior Draft 2009 in der dritten Runde als insgesamt 69. Spieler von Awtomobilist Jekaterinburg sowie im NHL Entry Draft 2009 in der zweiten Runde als insgesamt 52. Spieler von den Tampa Bay Lightning ausgewählt. Der Slowake entschied sich schließlich für das Angebot der Tampa Bay Lightning und ging nach Nordamerika, wo er von 2009 bis 2011 für die Windsor Spitfires, die ihn beim CHL Import Draft 2008 an zehnter Position gezogen hatten, Belleville Bulls und Guelph Storm in der kanadischen Juniorenliga Ontario Hockey League aktiv war. Zudem bestritt er in der Saison 2009/10 fünf Spiele für Tampas Farmteam Norfolk Admirals aus der American Hockey League, für die er in der Saison 2011/12 ausschließlich spielte und mit diesen den Calder Cup gewann. Die folgende Spielzeit verbrachte er parallel bei den Lightning und deren neuem Farmteam, den Syracuse Crunch. Zur Saison 2013/14 gelang Pánik dann der dauerhafte Sprung in den NHL-Kader.
Im Oktober 2014 wollten ihn die Lightning über den Waiver nach Syracuse schicken, wobei er allerdings von den Toronto Maple Leafs verpflichtet wurde. In der Saison 2014/15 absolvierte der Slowake 76 NHL-Spiele für die Maple Leafs, konnte diesen Stammplatz in der folgenden Spielzeit jedoch nicht verteidigen und wurde im Oktober 2015 an die Toronto Marlies abgegeben. Nachdem er in der ersten Hälfte der Saison nicht mehr zurück in den NHL-Kader berufen worden war, gaben ihn die Maple Leafs im Januar 2016 an die Chicago Blackhawks ab, wobei im Gegenzug Jeremy Morin nach Toronto wechselte.
Nach zwei Jahren in Chicago wurde der Angreifer im Januar 2018 samt Laurent Dauphin zu den Arizona Coyotes transferiert, wobei die Blackhawks Anthony Duclair und Adam Clendening erhielten. In Arizona war Pánik bis zum Ende der Saison 2018/19 aktiv, als er als Free Agent im Juli 2019 einen Vierjahresvertrag bei den Washington Capitals unterzeichnete, der ihm ein durchschnittliches Jahresgehalt von 2,75 Millionen US-Dollar einbringen sollte.
Nach etwa eineinhalb Jahren in Washington allerdings wurde er kurz vor der Trade Deadline im April 2021 mitsamt seinem Mannschaftskameraden Jakub Vrána, einem Erstrunden-Wahlrecht im NHL Entry Draft 2021 sowie einem Zweitrunden-Wahlrecht im NHL Entry Draft 2022 an die Detroit Red Wings abgegeben. Im Gegenzug erhielten die Capitals Anthony Mantha. In Detroit beendete der Slowake die Saison, bevor er bereits im Juli 2021 samt einem Zweitrunden-Wahlrecht im Draft 2021 zu den New York Islanders transferiert wurde, wobei die Red Wings weiterhin die Hälfte seines Gehalts übernahmen. Im Tausch dafür schickten die Islanders Nick Leddy in die „Motor City“. Nachdem er überwiegend für die Bridgeport Islanders in der AHL zum Einsatz gekommen war, verliehen ihn die Islanders im März 2022 innerhalb der Liga an die Chicago Wolves. Mit diesen gewann er am Saisonende die AHL-Playoffs um den Calder Cup, seinen zweiten nach 2012. Zum Beginn der Spielzeit 2022/23 in Nordamerika im Oktober wurde der Slowake erneut von den Islanders verliehen. Er kehrte auf Leihbasis nach Europa zurück, wo er für den Lausanne HC in der Schweizer National League zu Einsätzen kam.
Im Juli 2023 sicherte sich schließlich sein Ex-Verein HC Oceláři Třinec aus der tschechischen Extraliga die Dienste des Stürmers, nachdem sein Vertrag in New York ausgelaufen war. Pánik blieb dort allerdings nur bis Januar 2024 aktiv, ehe er zum Ligakonkurrenten HC Dynamo Pardubice wechselte und dort die Spielzeit beendete. Im September 2024 zog es den Slowaken zurück in sein Heimatland, wo er sich dem HC Slovan Bratislava aus der slowakischen Extraliga anschloss. Pánik stand bis Mitte Dezember desselben Jahres bei Slovan unter Vertrag, bevor er den Klub bereits wieder verließ und bis zum Saisonende bei Lokomotive Jaroslawl aus der Kontinentalen Hockey-Liga (KHL) anheuerte.

### International
Für die Slowakei nahm Pánik im Juniorenbereich an den U18-Junioren-Weltmeisterschaften 2007 und 2008 sowie den U20-Junioren-Weltmeisterschaften 2009, 2010 und 2011 teil. Im Seniorenbereich stand er erstmals bei der Weltmeisterschaft 2010 in Deutschland im Aufgebot seines Landes. Weitere Nominierungen folgten für die Olympischen Winterspiele 2014 sowie die Weltmeisterschaften 2014, 2015 und 2019.

## Erfolge und Auszeichnungen
- 2012 Calder-Cup-Gewinn mit den Norfolk Admirals
- 2013 Teilnahme am AHL All-Star Classic
- 2022 Calder-Cup-Gewinn mit den Chicago Wolves
- 2024 Tschechischer Vizemeister mit dem HC Dynamo Pardubice

## Karrierestatistik
Stand: Ende der Saison 2024/25

### International
Vertrat die Slowakei bei:
| - U18-Junioren-Weltmeisterschaft 2007 - U18-Junioren-Weltmeisterschaft 2008 - U20-Junioren-Weltmeisterschaft 2009 - U20-Junioren-Weltmeisterschaft 2010 - Weltmeisterschaft 2010 - U20-Junioren-Weltmeisterschaft 2011 | - Olympischen Winterspielen 2014 - Weltmeisterschaft 2014 - Weltmeisterschaft 2015 - Weltmeisterschaft 2019 - Weltmeisterschaft 2023 |

(Legende zur Spielerstatistik: Sp oder GP = absolvierte Spiele; T oder G = erzielte Tore; V oder A = erzielte Assists; Pkt oder Pts = erzielte Scorerpunkte; SM oder PIM = erhaltene Strafminuten; +/− = Plus/Minus-Bilanz; PP = erzielte Überzahltore; SH = erzielte Unterzahltore; GW = erzielte Siegtore; 1 Play-downs/Relegation; Kursiv: Statistik nicht vollständig)